# Wallula (Washington)
Wallula es un lugar designado por el censo (en inglés, census-designated place, CDP) ubicado en el condado de Walla Walla, en el estado de Washington, Estados Unidos. Según el censo de 2020, tiene una población de 140 habitantes.

## Geografía
La localidad está ubicado en las coordenadas 46°5′5″N 118°54′20″O / 46.08472, -118.90556 (46.0847, -118.905593).

## Demografía
Según la Oficina del Censo en 2000 los ingresos medios por hogar en la localidad eran de $26.071 y los ingresos medios por familia eran de $26.071. Los hombres tenían unos ingresos medios de $26.000 frente a los $18.611 para las mujeres. La renta per cápita para la localidad era de $10.831. Alrededor del 11,7% de la población estaban por debajo del umbral de pobreza.
De acuerdo con la encuesta 2015-2019 de la Oficina del Censo, los ingresos medios por hogar en la localidad son de $37.557 y los ingresos medios por familia eran de $28.875. El 87.1% de la población está en situación de pobreza, llegando al 100% en los menores de 18 años.